# Aurora (1903)
El Aurora (en ruso Авро́ра; Avrora) es un crucero protegido ruso, actualmente conservado como buque museo en San Petersburgo. Participó en combate en la guerra ruso-japonesa. Uno de los primeros incidentes de la revolución de octubre ocurrió en este buque. 

## Historial de operaciones

### Guerra ruso-japonesa

Diagrama del Aurora.

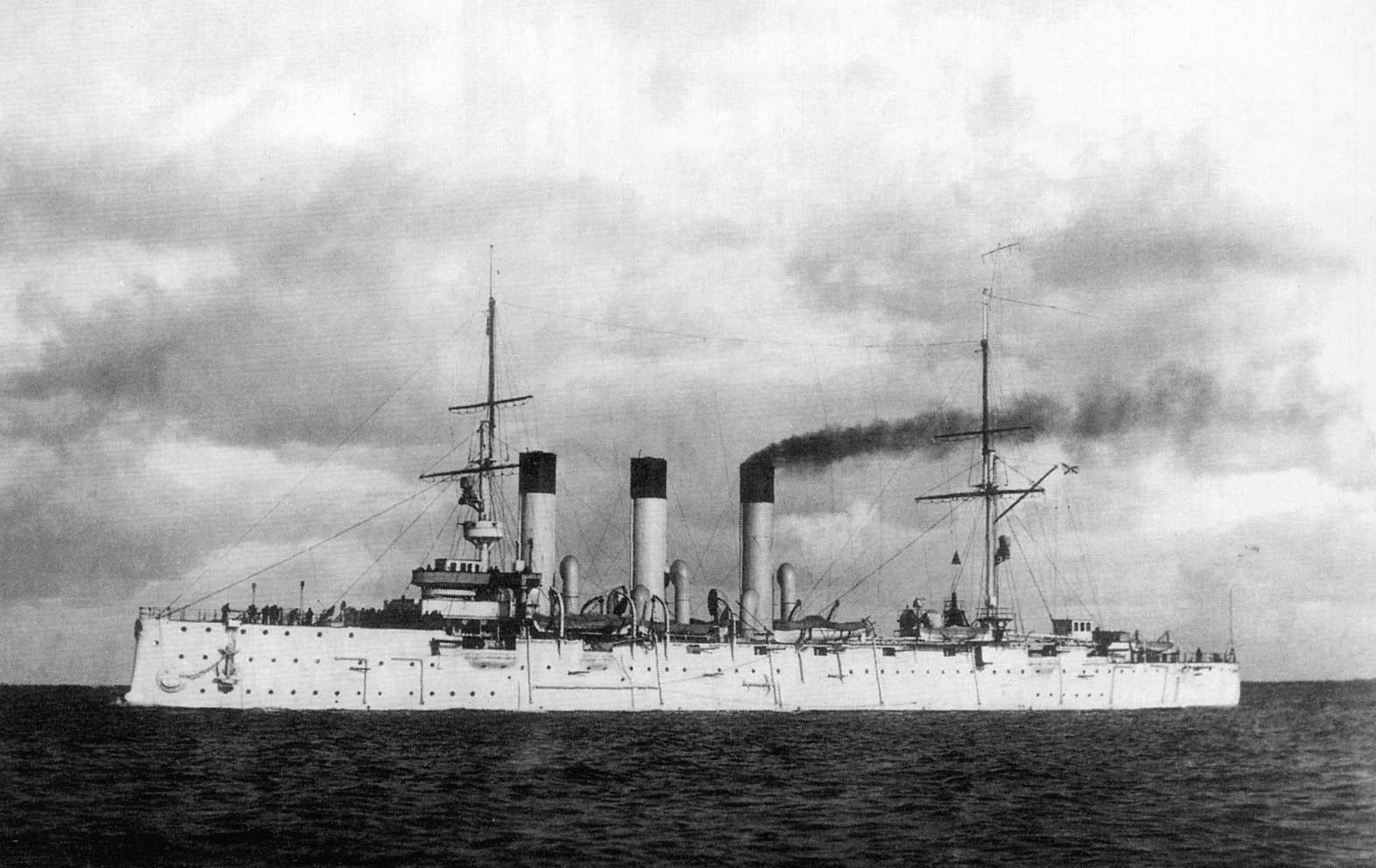
Aurora en 1903.

El Aurora era el tercero y último de los tres cruceros que componían la clase Pallada, construidos en San Petersburgo para servir en el Océano Pacífico. Los tres buques prestaron servicio durante la guerra ruso-japonesa (el crucero Pallada fue hundido por las fuerzas japonesas en  Port Arthur en 1904; el tercer buque de la clase, el Diana, fue internado en Saigón tras la Batalla del mar Amarillo).
El Aurora formaba parte del Primer Escuadrón del Pacífico y anteriormente de la Flota del Báltico, que fue enviada desde allí al Pacífico bajo el mando del vicealmirante Zinovi Rozhéstvenski. Durante la travesía, recibió daños ligeros cuando fue alcanzado por fuego ruso en el incidente del banco Dogger.
El 27 y el 28 de mayo de 1905, el Aurora tomó parte en la Batalla de Tsushima, junto al resto de la escuadra rusa. Bajo el mando del almirante Oskar Enkvist, el Aurora consiguió evitar ser destruido, al contrario que la mayoría de buques rusos y, con los cruceros Oleg y Zhemchug, logró llegar a la neutral Manila, donde fue internado. Liberado tras el Tratado de Portsmouth en el otoño de 1905, en 1906 el Aurora regresó al Báltico y fue utilizado como buque de entrenamiento de cadetes. Desde 1906 hasta 1912, el buque visitó varios países: en noviembre de 1911 estuvo presente en Bangkok como parte de las celebraciones en honor a la coronación del nuevo Rey de Siam. En 1908 el crucero cooperó también en la operación internacional de ayuda a los supervivientes del Terremoto de Mesina.

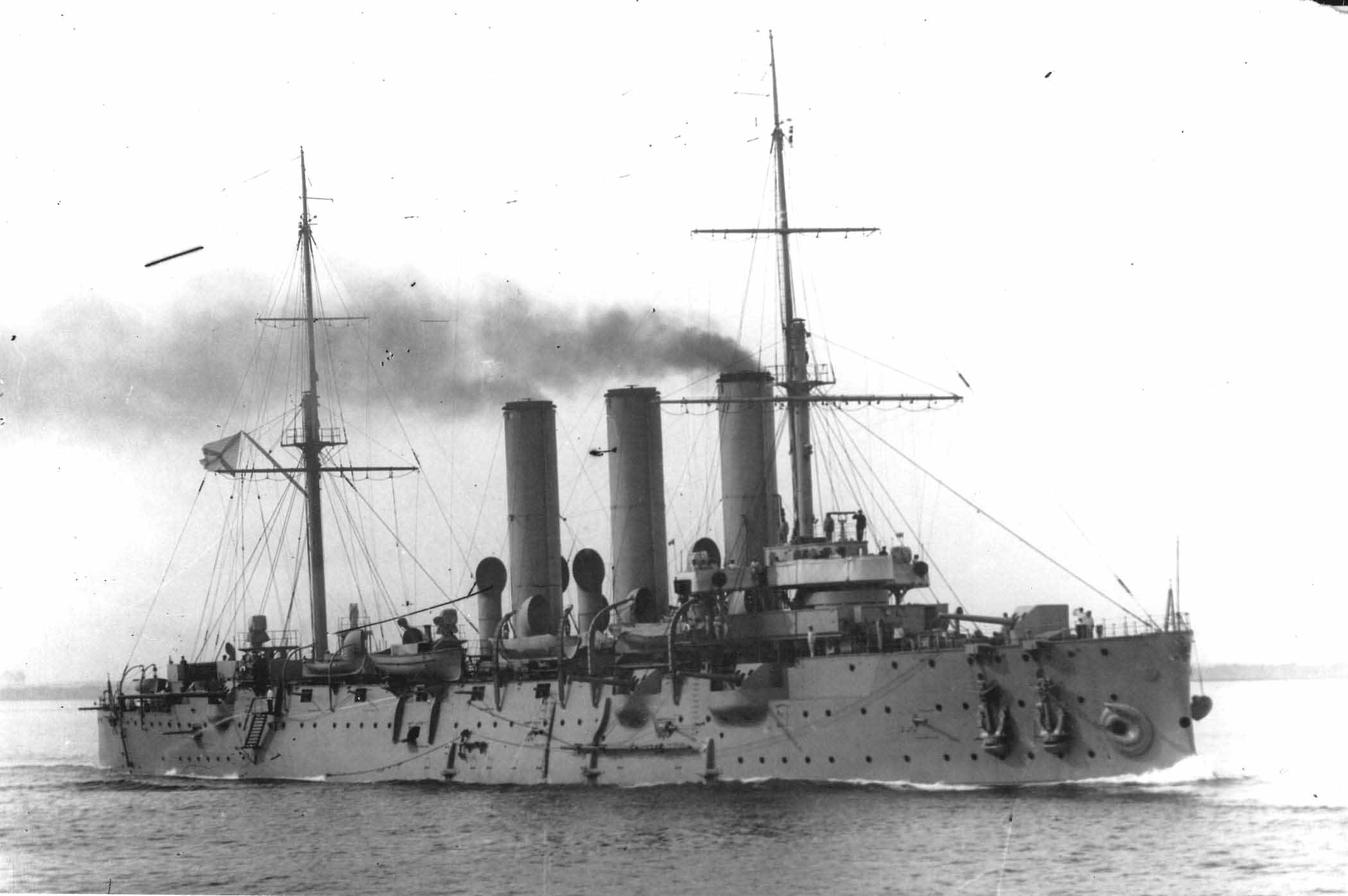
Aurora en 1910.

### Revolución de Octubre
Durante la Primera Guerra Mundial, el buque operó en el mar Báltico. En 1915 su armamento principal fue sustituido por catorce cañones de 152 mm. A finales de 1916, se trasladó a Petrogrado para reparaciones mayores; la ciudad era un perfecto caldo de cultivo revolucionario y parte de su tripulación se unió a la revolución de febrero de 1917. Se creó en el buque un comité revolucionario, que eligió como capitán a Aleksandr Bélyshev. Gran parte de su tripulación se unió a los bolcheviques, que estaban preparando la revolución soviética. 
El 25 de octubrejul./ 7 de noviembre de 1917greg., el rechazo de una orden al Aurora de partir al mar, fue el punto de partida de la revolución de octubre. A las 9:45 p. m., un disparo de su cañón de popa fue la señal para el inicio del asalto al Palacio de Invierno, en el cual tomó parte su tripulación.

### Segunda Guerra Mundial
En 1922, El Aurora fue devuelto al servicio activo como buque de entrenamiento. Durante la Segunda Guerra Mundial, sus cañones, fueron retirados para ser usados como defensa terrestre en Leningrado. El buque, fue llevado a puerto en Lomonósov, donde fue repetidamente atacado con bombardeos y artillería. El 30 de septiembre de 1941, debido a los daños recibidos, se hundió en el puerto.
En 1948, tras extensivas reparaciones realizadas entre 1945 y 1947, el Aurora fue permanentemente anclado  en Leningrado (hoy día San Petersburgo) en la isla de Petrogradski, en el río Nevá, como monumento a la gran revolución socialista de octubre y en 1957 se convirtió en buque museo.  
El 2 de noviembre de 1927, el Aurora fue condecorado con la Orden de la Bandera Roja por sus méritos revolucionarios, y el 22 de febrero de 1968 con la  Orden de la Revolución de Octubre, la cual, incorpora una imagen del crucero.

### Desde su conversión en museo al presente

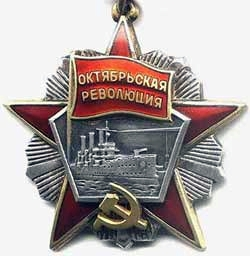
El crucero Aurora en la medalla que se otorga a la concesión de la Orden de la Revolución de Octubre.

Como buque museo, El Aurora, se convirtió en una de las principales atracciones de Leningrado, hoy en día San Petersburgo, y continúa siendo un símbolo de la revolución comunista, y un tributo a la historia de Rusia. Adicionalmente a su espacio como museo, una parte del buque, continua con su papel naval, con una tripulación que entre sus papeles, tiene el cuidado del buque, seguridad,  y participación en ceremonias militares y de gobierno. La tripulación, se considera activa, y bajo entrenamiento y leyes militares.
Entre 1984 y 1987 el crucero, abandonó su papel de museo, para entrar una vez más en el Astillero del Almirantazgo, para ser sometido a una restauración a fondo. Debido al deterioro del casco bajo la línea de flotación, esta zona fue sustituida por nuevas placas soldadas, según los planos originales. Las placas cortadas, fueron remolcadas al golfo de Finlandia, donde fueron hundidas cerca de la costa. La restauración, reveló que algunas partes del buque, incluidas las placas de blindaje, estaban originalmente fabricadas en el Reino Unido, lo cual puso en duda la imagen de que el crucero, era un auténtico logro de la ingeniería naval rusa.[cita requerida]
El Aurora el 16 de octubre de 2012 dejó de pertenecer a la Armada Rusa, los últimos tripulantes militares abandonaron al crucero y al día siguiente, a eso de las once de la mañana, el personal civil izó la bandera del buque. En la actualidad es propiedad del Museo Central Naval de San Petersburgo
En enero de 2013, el ministro de defensa ruso Serguéi Shoigú anunció planes para volver a dar de alta en la armada rusa el  Aurora  y hacer de él un símbolo de la armada rusa debido a su importancia histórica y cultural.
En septiembre de 2014 se traslada a los astilleros de la Armada rusa en la isla de Kronstadt, en el Golfo de Finlandia para su restauración. Tras invertir en él 1,3 millones de dólares, vuelve a su ubicación en julio de 2016 abriéndose de nuevo al público el 3 de agosto de ese mismo año (día de la Armada rusa).
Desde 1956 más de 28 millones de personas, han visitado el Aurora.

## Galería

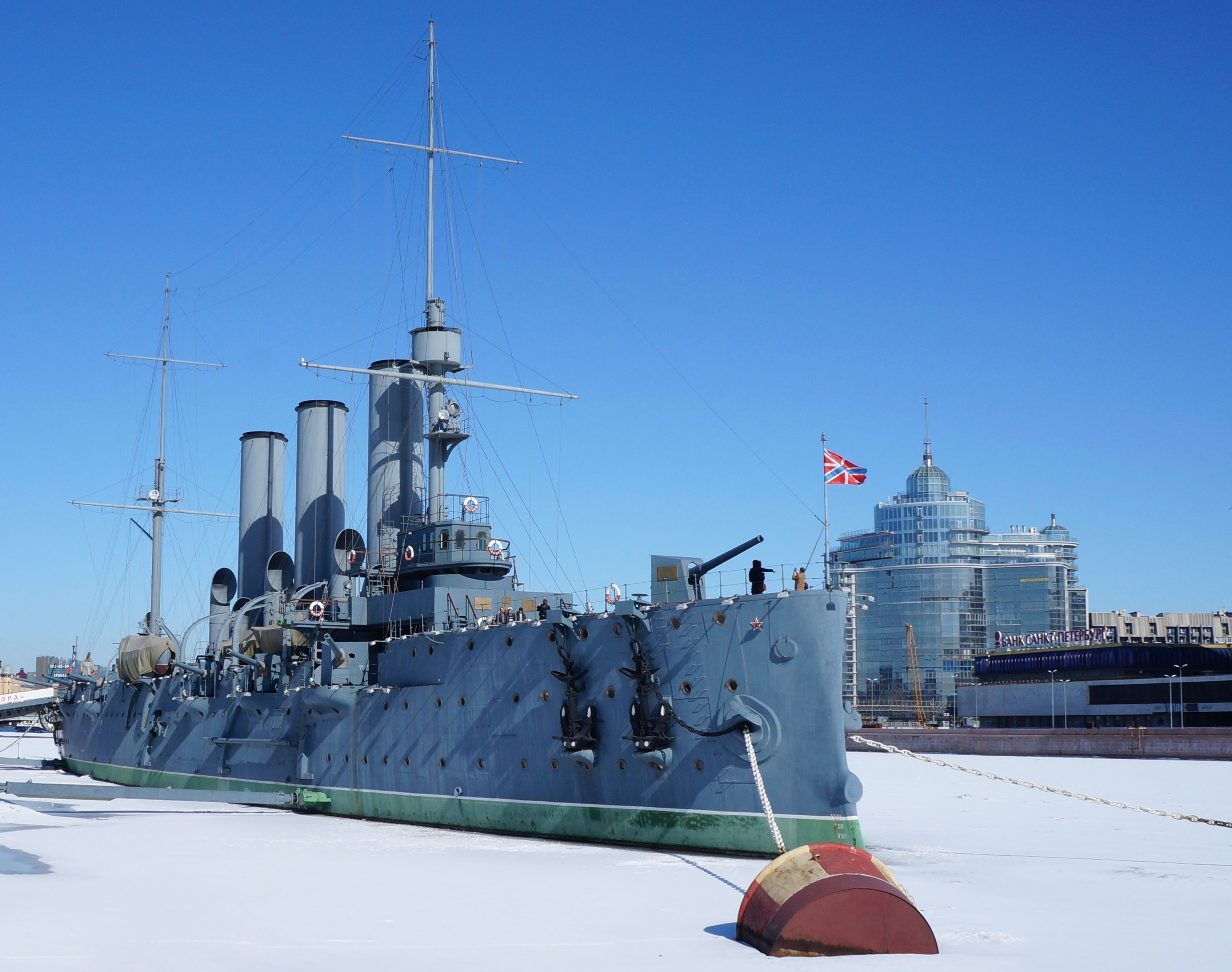
Vista de proa
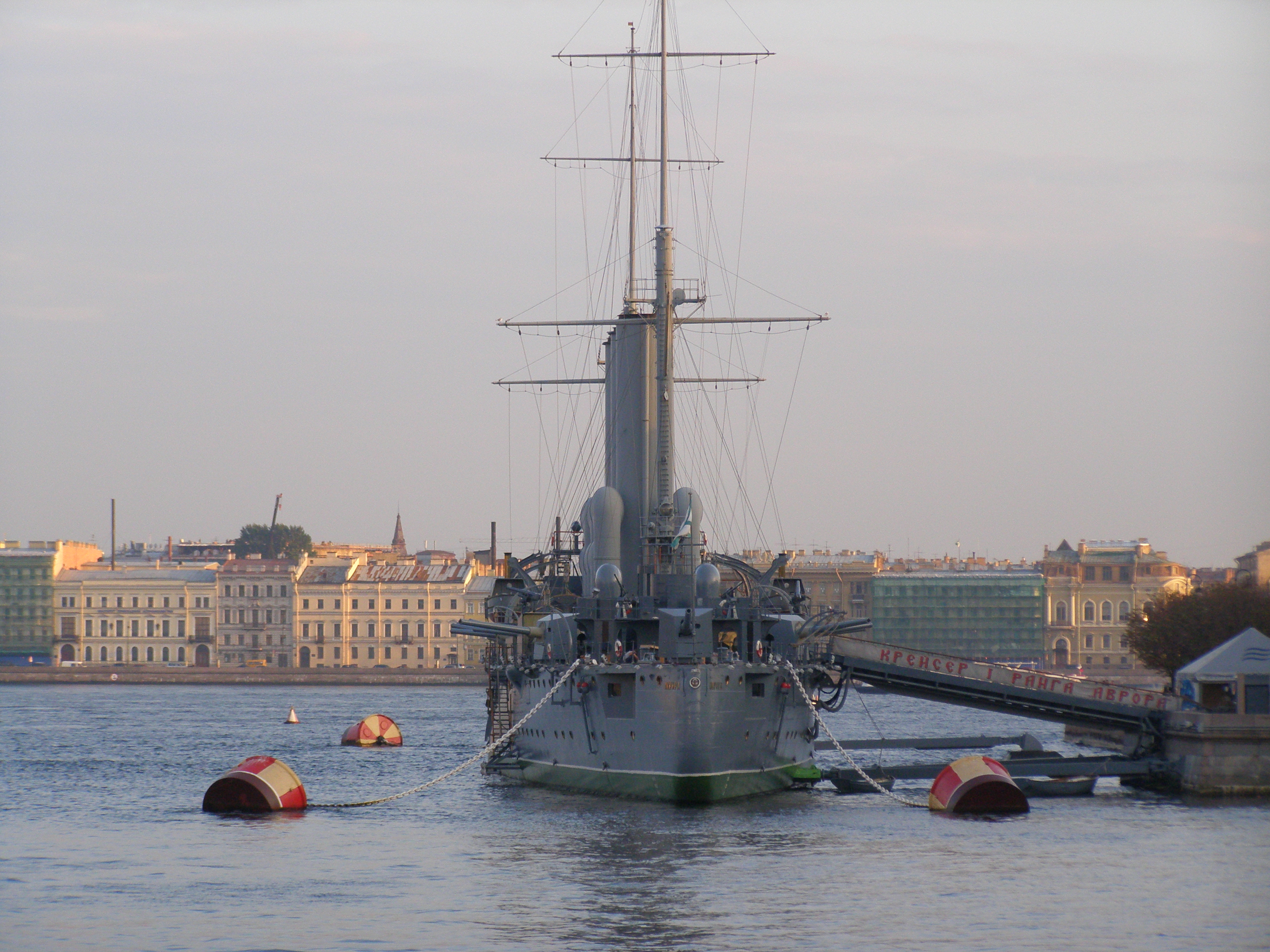
Vista de popa
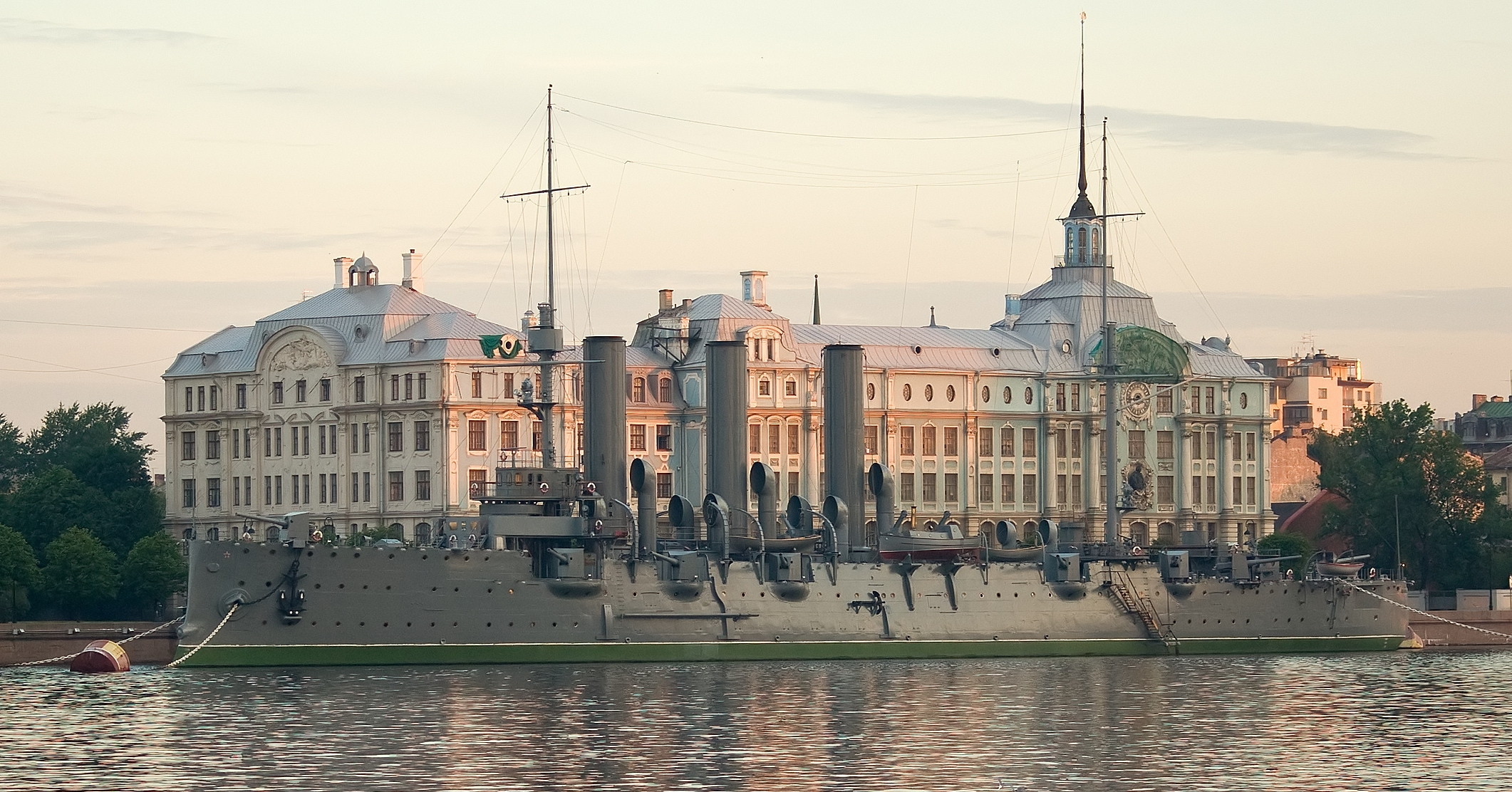
Vista de perfil
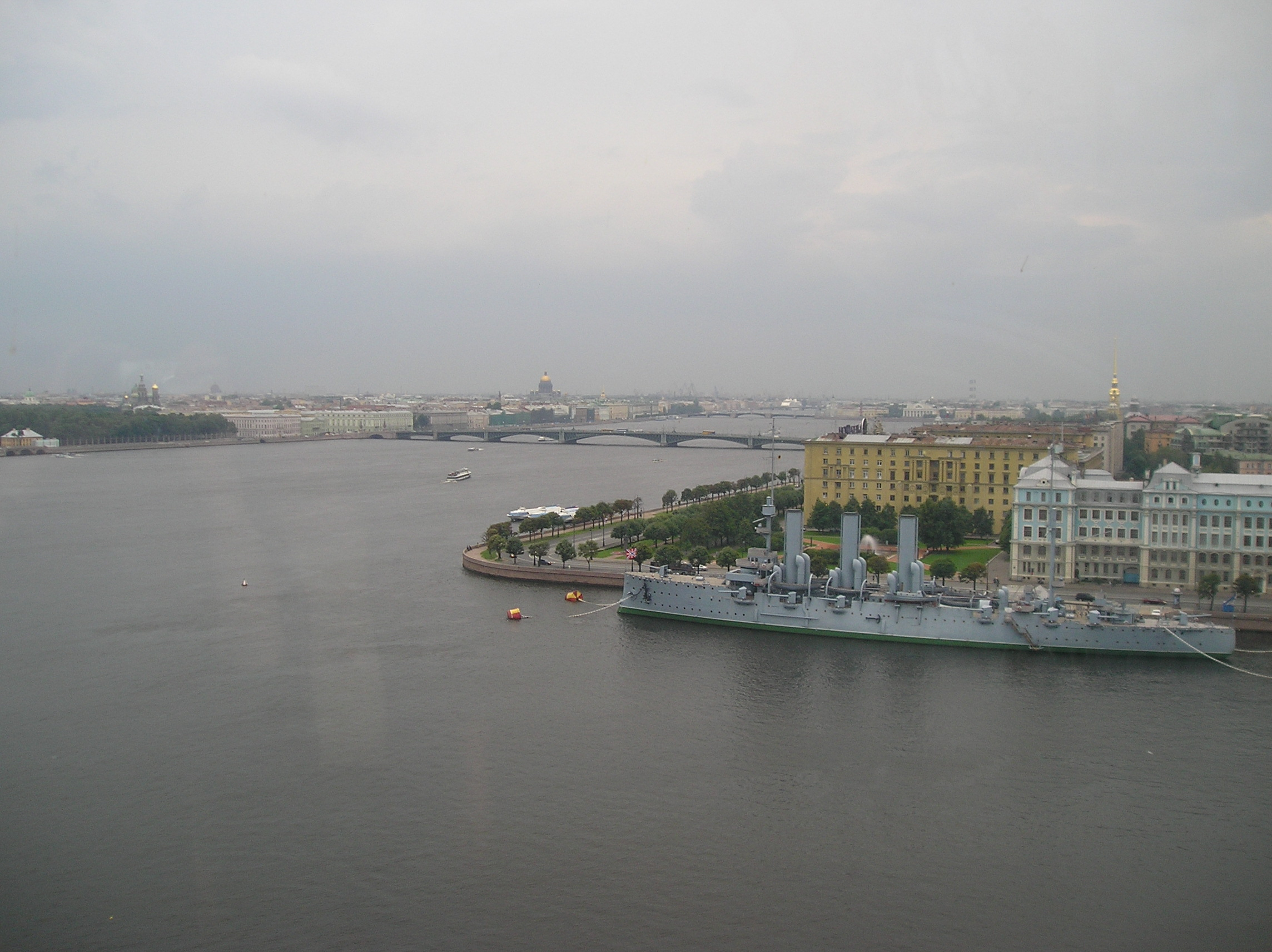
Vista aérea